# Liga okręgowa krakowsko-rzeszowska w hokeju na lodzie
Liga okręgowa krakowsko-rzeszowska w hokeju na lodzie – rozgrywki w hokeju na lodzie w województwie krakowskim i województwie rzeszowskim. Liga stanowiła element trzeciego poziomu rozgrywkowego, a zwycięzca zawodów ubiegał się o awans do II ligi.
Przed sezonem 1962/1963 dokonano reorganizacji rozgrywek, w wyniku czego okręg rzeszowski został zlikwidowany, a dotychczasowe rozgrywki ligi okręgowej rzeszowskiej zostały włączone do Krakowskiego Okręgowego Związku Hokeja na Lodzie (KOZHL) i połączone z ligą okręgową krakowską, zaś dla trzech zespołów z Rzeszowszczyzny utworzono w klasie A specjalną grupę rzeszowską okręgu krakowskiego, której zwycięzca wraz z mistrzem i wicemistrzem klasy A okręgu krakowskiego miał rywalizować o prawo ubiegania się o awans do II ligi. W sezonie 1964/1965 jedyny przedstawiciel woj. rzeszowskiego, Czuwaj Przemyśl, uczestniczył w lidze okręgowej krakowsko-rzeszowskiej, funkcjonującej pod egidą KOZHL. Rozgrywki były także określane jako liga międzyokręgowa albo liga międzywojewódzka.

## Edycje
| Rok  | 1 miejsce | 2 miejsce | 3 miejsce | 4 miejsce | Źródła |
| ---- | --------- | --------- | --------- | --------- | ------ |
| 1965 |           |           |           |           | [ 6 ]  |
| 1968 |           |           |           |           | [ 7 ]  |